# Lange Houtstraat (Den Haag)
De Lange Houtstraat is een oude straat in Den Haag centrum, buurt Voorhout, Zuid-Holland, Nederland. De straat loopt van het Plein naar het Tournooiveld en kruist daarbij met de Doelenstraat en de Casuariestraat.

## Geschiedenis
De naam verwijst naar het Haagse Bos, omdat dat lang geleden tot daar kwam. De omwonenden betaalden de helft van de eerste bestratingskosten. De Rekenkamer zou de andere helft betalen. Het bleek echter dat niet op de rekenkamer gerekend kon worden; zij kwamen hun belofte niet na; toen nam de gemeente het maar voor hun rekening. Er is geen jaar van vaststelling bekend.

## Bijzondere gebouwen
- No. 7 is een rijksmonument uit ca. 1750[2]

- No.11 is een woonhuis uit circa 1605. Monumentnummer 17669.[3]
- No. 19 is een rijksmonument ca. 1850-1899 met monumentnummer 17672.[4]
- No. 23 & 23A zijn gemeentelijk monument uit 1800-1850.[5]

## Trams
Decennia lang was het Plein het belangrijkste tramknooppunt in Den Haag. De Lange Houtstraat was een van de zes straten die daarbij gebruikt werden. Er reden tot 1924 zelfs trams dóór het Binnenhof. In 1879 was paardentramlijn A de eerste in de straat. In 1881 kwamen lijn E en F er bij; dat waren de allereerste tramlijnen in de Benelux; zij reden sinds 1864. In 1881 werden zij verlengd naar het Plein. Vanaf het Tournooiveld ging het naar het Plein altijd via de Korte Vijverberg; vanaf het Plein naar het Toornooiveld altijd door de Lange Houtstraat. Ook toen het elektrische lijnen geworden waren. Lijn A werd de elektrische lijn 1 (1e) in 1905; Lijn E werd de elektrische lijn 8 in 1905; lijn F werd de elektrische lijn 9 in 1904. Tussen 1890 en 1904 reden er accutrams op lijn F. Dat waren de eerste elektrische trams in de Benelux. Vanaf 1905 reden lijn 1 (1e), 3, 3A, 8, 9, 13 (3e), 17 (2e), 21, en de unieke elektrische lijn A een periode door deze straat. In 1927 kwamen de interlokale lijn I--1 en I--3 er bij; in 1928 volgde de interlokale lijn I--2. Dat was de drukste periode, want in 1931 verlieten de laatste stadslijnen het Plein en daarmee ook de Lange Houtstraat. In 1940 moesten op Duits bevel ook de interlokale lijnen van het Plein en uit de straat verdwijnen; Na de oorlog zijn zij niet meer teruggekeerd op het Plein en in de straten daar omheen.